# Betta prima
Betta prima är en fiskart som beskrevs av Kottelat, 1994. Betta prima ingår i släktet Betta och familjen Osphronemidae. IUCN kategoriserar arten globalt som livskraftig. Inga underarter finns listade.